# Varan des savanes
Varanus exanthematicus
Espèce
Synonymes
- Lacerta exanthematicus Bosc, 1792
- Varanus ocellatus Heyden in Rüppell, 1830

Statut de conservation UICN

 LC  : Préoccupation mineure
Statut CITES
Le Varan des savanes, Varanus exanthematicus, est une espèce de sauriens de la famille des Varanidae.

## Répartition
Cette espèce se rencontre en Mauritanie, au Sénégal, en Gambie, en Guinée-Bissau, en Guinée, au Sierra Leone, au Liberia, au Mali, en Côte d'Ivoire, au Burkina Faso, au Ghana, au Togo, au Bénin, au Niger, au Nigeria, au Tchad, au Cameroun, en République centrafricaine, au Soudan, au Soudan du Sud, en Éthiopie, en Érythrée, au Kenya, en Ouganda, dans le nord de la République démocratique du Congo et au Zimbabwe. Elle a été introduite en Floride aux États-Unis. Sa présence dans cet État, qu'il n'a pas quitté depuis, fait de cette espèce une espèce invasive. Cependant, on ignore encore avec certitude son impact sur l’environnement et s'il est négatif pour l'écosystème local, bien que son alimentation ne soit composée en majorité d'insectes et seulement à l'occasion de petites proies et œufs. De plus, le varan du Nil, également introduit en Floride avec un impact encore indéterminé également, doit le surplanter car étant plus grand, gros, et occupant partiellement la même niche écologique.

## Description

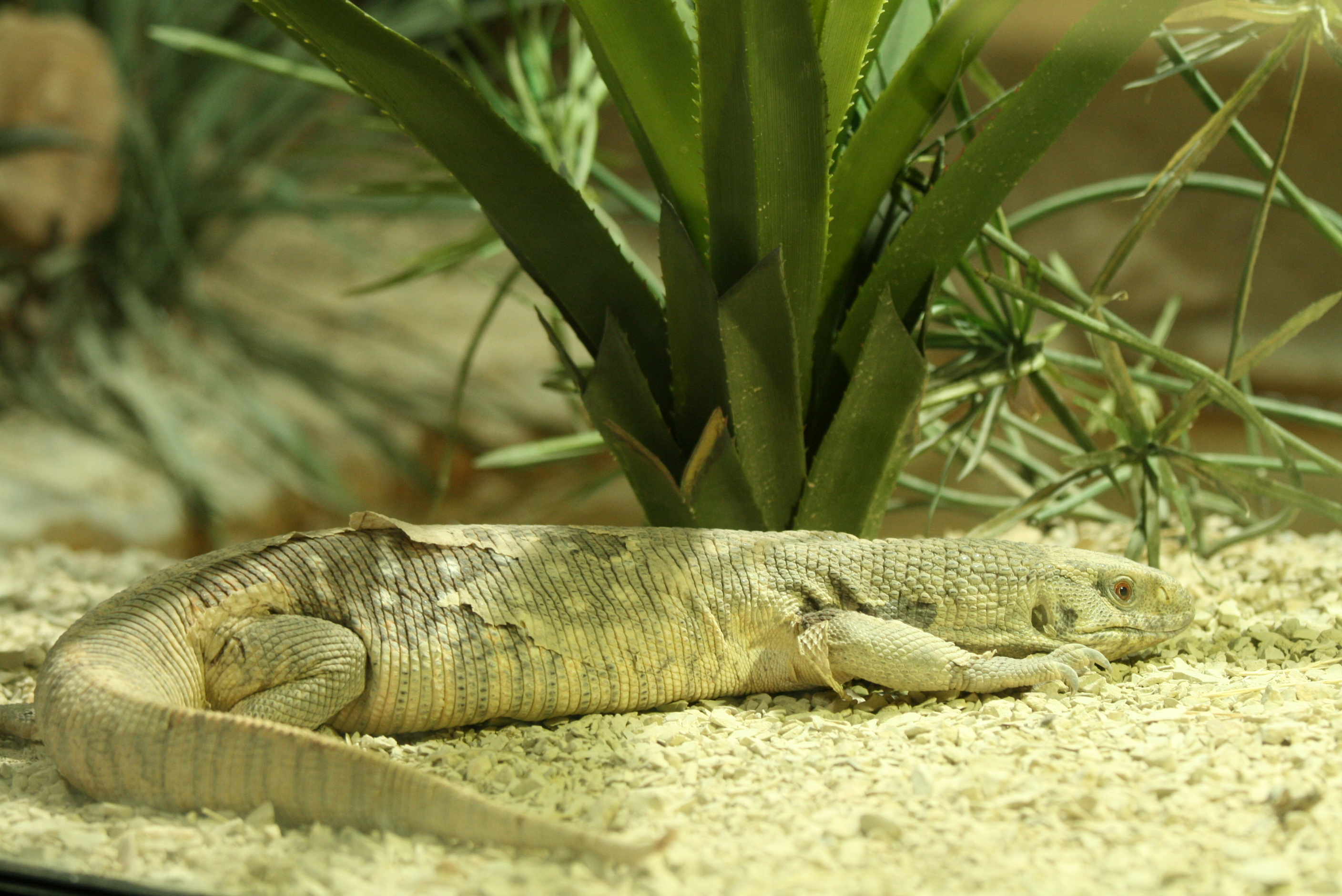

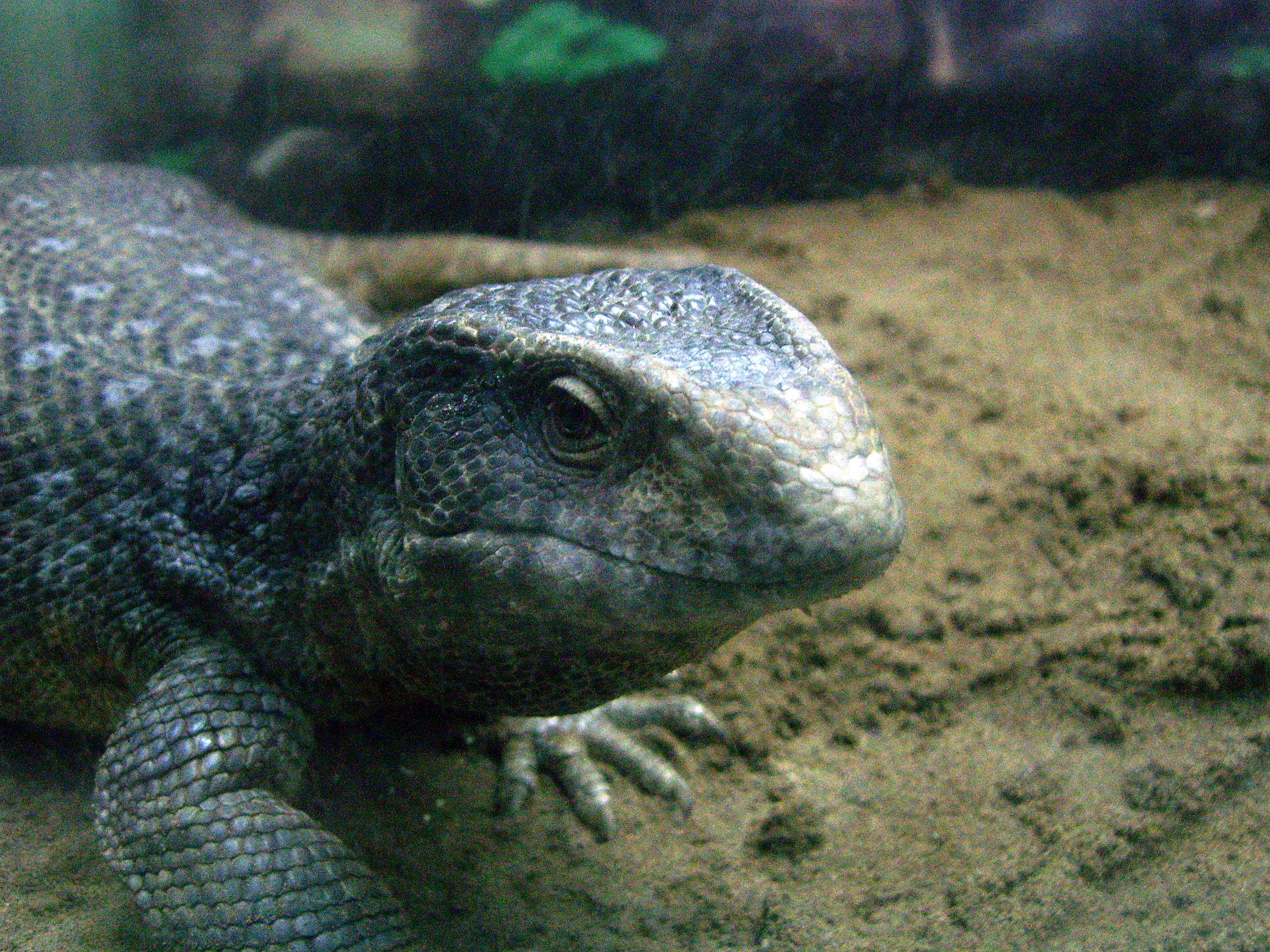

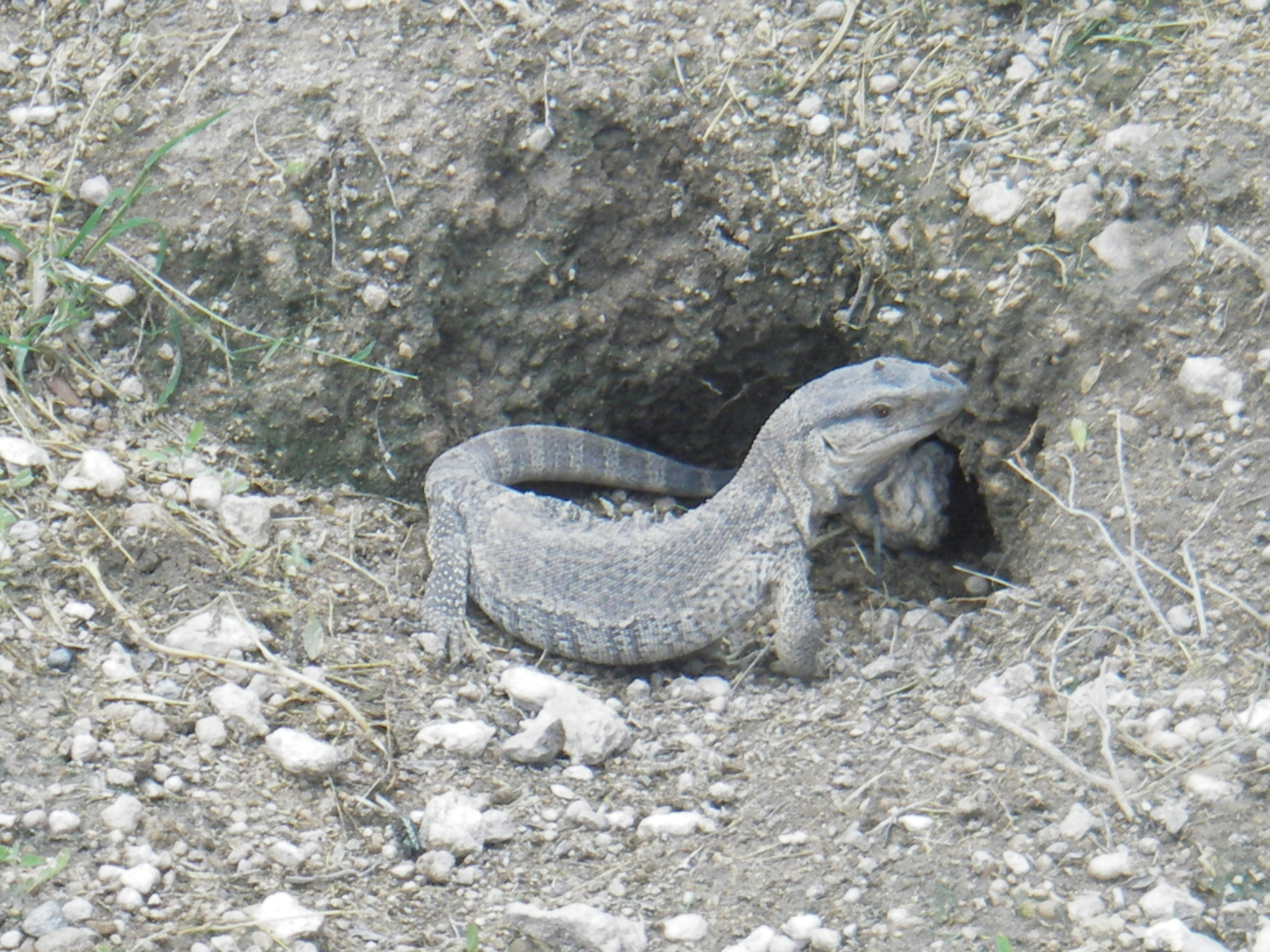

Le varan des savanes est un petit varan, il mesure entre 80 et 110 cm. Sa peau est marron clair ou grise avec des taches blanches sur le dos plus visibles chez les juvéniles, les adultes étant par la suite un peu plus ternes. Sa langue est bifide et bleue.

## Mode de vie
Le varan des savanes est terrestre, son mode de vie est diurne. Les juvéniles ont cependant un comportement semi-arboricole lorsqu'ils se déplacent à la recherche de proies.

## Alimentation
C'est un carnivore, principalement insectivore. Il chasse de nombreux insectes, mais également à l'occasion des gastéropodes, de petits mammifères (rongeurs) comme les souris, ainsi que des œufs.
Il est capable de manger des millepattes toxiques : pour cela, il frotte son menton contre sa proie pendant une quinzaine de minutes pour lui faire excréter tout son poison, après quoi il peut le manger sans risques.

## Reproduction
Les accouplements ont lieu en janvier. Les femelles pondent une vingtaine d'œufs en moyenne (jusqu'à 40 œufs) qui sont enterrés ou simplement déposés dans un arbre creux. Ils sont de forme ovale et mesurent environ 66 mm sur 35 mm. L'éclosion a lieu environ 170 jours après, et les petits mesurent environ 15 cm à la naissance.

## Publication originale
- Bosc, 1792 : Lacerta exanthematica. Actes de la Société d'Histoire Naturelle de Paris, vol. 1, p. 25.